# Zeca Pagodinho

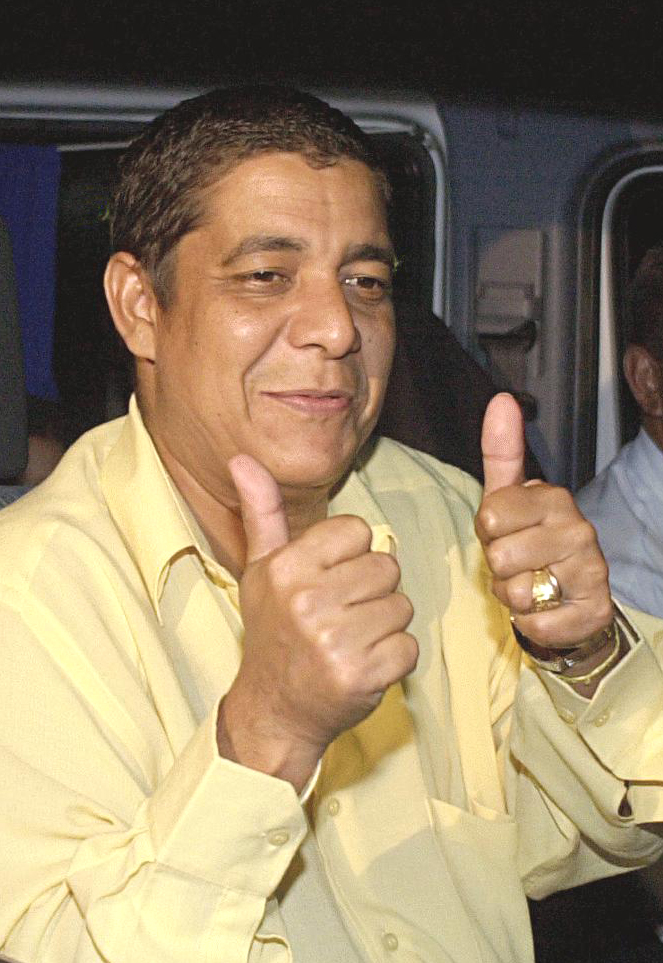
Zeca Pagodinho (2005)

Jessé Gomes da Silva Filho, bekannt als Zeca Pagodinho (* 4. Februar 1959 in Rio de Janeiro), ist ein brasilianischer Samba-Musiker, Sänger sowie Textschreiber. Seinen Musikstil nennt man Pagode, eine Untergruppe des Samba aus der Region von Rio de Janeiro. Deixa a Vida me levar ist wohl in Europa das bekannteste Lied von Zeca Pagodinho. Bei den EA Konsol-Spielen war das Lied in der Titelliste von FIFA 2004.
Der in Brasilien sehr berühmte Musiker hatte seinen ersten großen Auftritt im Jahre 1981. Danach folgten weitere Auftritte.
Zeca hat drei Schwestern Icléa (* 1952), Ircéia (* 1957) und Isabel (* 1964) sowie einen Bruder Jorge Roberto (* 1954).

## Diskografie

### Alben
- 1986: Zeca Pagodinho
- 1987: Patota de Cosme
- 1988: Jeito Moleque
- 1989: Boêmio Feliz (BR: Gold)[1]
- 1990: Mania da Gente
- 1991: Pixote
- 1992: Um dos Poetas do Samba
- 1993: Alô Mundo
- 1995: Samba pras Moças (BR: ×2Doppelplatin )
- 1996: Deixa Clarear (BR: Platin)
- 1997: Hoje É Dia de Festa (BR: Platin)
- 1997: 14 Grandes Sucessos
- 1998: Zeca Pagodinho (BR: Platin)
- 1999: Ao Vivo (BR: ×3Dreifachplatin )
- 2000: Água da Minha Sede (BR: ×2Doppelplatin )
- 2000: Juras de Amor (BR: Gold)
- 2002: Deixa a vida me levar (BR: ×2Doppelplatin )
- 2003: Acústico MTV (BR: ×2Doppelplatin )
- 2005: À Vera (BR: Platin)
- 2006: Acústico MTV Zeca Pagodinho 2 - Gafieira (BR: ×2Doppelplatin )
- 2007: Raridades (BR: Gold)
- 2008: Uma Prova De Amor (BR: Platin)
- 2010: Vida da minha vida (BR: Platin)
- 2012: Zeca Apresenta: O Quintal Do Pagodinho (BR: Gold)
- 2013: Multishow Ao Vivo: 30 Anos - Vida Que Segue (BR: Gold)
- 2015: Ser Humano (BR: Gold)

### Singles
- 2002: Deixa a vida me levar (BR: Gold)
- 2015: Ser Humano (BR: Platin)
- 2019: Mais Feliz (BR: Platin)

### Videoalben
- 1998: Zeca Pagodinho ao vivo (BR: Diamant)
- 2003: Acústico MTV (BR: ×2Doppeldiamant )
- 2006: Acústico MTV Zeca Pagodinho 2 - Gafieira (BR: ×2Doppelplatin )
- 2009: MTV Especial: Zeca Pagodinho - Uma Prova de Amor ao Vivo (BR: Platin)
- 2011: Ao Vivo com os Amigos (BR: Platin)
- 2012: Zeca Apresenta: O Quintal Do Pagodinho (BR: Platin)